# Острикул-Дворський
Острикул-Дворський (пол. Ostrykół Dworski) — село в Польщі, у гміні Длуґосьодло Вишковського повіту Мазовецького воєводства.
Населення — 63 особи (2011).
У 1975-1998 роках село належало до Остроленцького воєводства.

## Демографія
Демографічна структура станом на 31 березня 2011 року:
|          | Загалом | Допрацездатний вік | Працездатний вік | Постпрацездатний вік |
| -------- | ------- | ------------------ | ---------------- | -------------------- |
| Чоловіки | 29      | 5                  | 20               | 4                    |
| Жінки    | 34      | 10                 | 18               | 6                    |
| Разом    | 63      | 15                 | 38               | 10                   |